# Amazones libyennes
Les Amazones libyennes, aussi dites Amazones libyques, Amazones de Libye, Amazones d'Afrique du Nord ou Amazones africaines, sont l'un des deux grands groupes d'Amazones avec les Amazones d'Asie. Elles sont d'après des historiens anciens, des récits historiques et des récits mythologiques, une société libyque matriarcale qui a vécu en Libye antique (Maghreb, Égypte occidentale et îles Canaries actuels).

## Dénominations et étymologie
Leur surnom de « Libyennes » (Amazones libyennes) provient du nom des Libyens, population de Libye antique, ancêtres des Berbères aussi appelés Amazighs.
La dénomination d'« Africaines » (Amazones africaines) utilisée par certains historiens européens est héritée de l'Afrique romaine ou de la province d'Afrique, l'un des noms donné anciennement aux populatons d'Afrique du Nord-Ouest.

## Histoire
Beaucoup d'informations sur les Amazones libyennes et l'une de leurs reines sont délivrées par Diodore de Sicile dans le troisième livre de la Bibliothèque historique. D'après certains, sa source était un écrivain du IIe siècle av. J.-C., qui aurait réuni plusieurs sujets mythologiques et leur aurait donné une interprétation évhémérique. Divers auteurs anciens ont traité des Amazones, notamment libyques. 
Diodore de Sicile estime que les Amazones libyennes sont plus anciennes que les Amazones d'Asie mineure. Elles les auraient surpassées par leurs exploits mais leur nation se serait éteinte plusieurs générations avant la guerre de Troie. Se basant sur Denys de Milet, auteur d'histoires de personnages comme les Argonautes et Dionysos, il décrit ces Amazones de Libye (similairement sur certains points à celles d'Asie présentées dans le deuxième livre de son ouvrage). Il les présente comme bien supérieures aux Gorgones, qui habitaient aussi la Libye. Il raconte qu'aux confins de la Terre et à l'occident de la Libye vivait une nation gouvernée par des femmes, dont les mœurs diffèrent beaucoup de celles des Grecs. Selon la tradition, elles habitaient l'île d'Hespéra, située à l'occident du lac Triton. Ce lac tire son nom du fleuve Triton qui s'y jette. Il se trouve près de l'Éthiopie, au pied de la plus haute montagne de ce pays-là, que les Grecs appellent Atlas et qui touche à l'Océan. L'île est décrite comme étant vaste et pleine d'arbres de toutes sortes, fournissant des fruits aux habitants. Ces derniers se nourrissaient aussi du lait et de la chair de leurs chèvres et de leurs brebis, dont ils élevaient de grands troupeaux. Mais ils ignoraient l'usage du blé. Entraînées par leurs instincts guerriers, ces Amazones soumirent d'abord toutes les villes de cette île, sauf Méné. Considérée comme sacrée, elle était alors habitée par des Éthiopiens ichthyophages. On y voyait des exhalaisons enflammées et on y trouvait beaucoup de pierres précieuses, comme les escarboucles, sardoines et émeraudes. Après cela, les Amazones vainquirent beaucoup de tribus de Libyens nomades environnantes. Puis, elles bâtirent dans le lac, une ville qu'elles appelèrent Chersonèse d'après son aspect. Encouragées par ces succès, elles parcoururent plusieurs parties du monde. Elles commencèrent par les Atlantes, le peuple le plus civilisé de Libye, habitant un pays riche aux grandes villes.
D'après certains récits traditionnellement chez ces Amazones, les femmes y faisaient le service militaire pendant un temps déterminé, en conservant leur virginité. Ensuite, elles épousaient des hommes pour en avoir des enfants. Elles remplissaient les magistratures et toutes les fonctions publiques. De leur côté, les hommes passaient toute leur vie au foyer, comme les femmes en Grèce, ils ne se livraient qu'à des occupations domestiques. Ils étaient tenus éloignés toute fonction qui aurait pu les pousser à s'émanciper. Après leur accouchement, les femmes confiaient le bébé aux hommes, qui le nourrissaient. Si l'enfant est une fille, ses seins étaient brûlés pour les empêcher de se développer en grandissant, car des mamelles saillantes gêneraient l'exercice guerrier. C'est ce qui explique le nom d'Amazones que les Grecs leur ont donné.
Diodore poursuit par l'histoire de Myrina, reine des Amazones, qui assembla une armée de milliers de femmes d'infanterie et de cavalerie. Les guerrières s'appliquaient surtout à l'équitation (cavalières), pratique dans la guerre. Elles portaient pour armes défensives des peaux de serpent, car la Libye est peuplée de serpents énormes. Leurs armes offensives étaient des épées, des lances et des arcs. Elles se servaient fort adroitement de ces dernières armes, non seulement pour l'attaque, mais en plus pour repousser ceux qui les poursuivaient dans leur fuite. Elles défirent d'abord en bataille rangée les habitants de la ville de Cercène, poursuivant les fuyards jusque dans ses murs. Elles s'emparèrent de la ville et maltraitèrent les captifs, afin de répandre la terreur chez les peuples voisins. Elles tuèrent tous les hommes pubères, réduisirent en esclavage les femmes et les enfants, et démolirent la ville. Le bruit du désastre des Cercéniens s'étant répandu dans tout le pays. Les autres Atlantes en furent si épouvanté que tous, d'un commun accord, se rendirent et se soumirent à elles. La reine les traita avec douceur, leur accordant son amitié. À la place de la ville détruite, elle en fonda une autre à laquelle elle donna son nom. Elle la peupla des prisonniers de ses conquêtes qui voulaient y demeurer. Après cela, les Atlantes la comblèrent des présents magnifiques et lui décernèrent publiquement de grands honneurs ; accueillant ces marques de leur affection, elle leur promit de les protéger.
Comme les Atlantes étaient souvent attaqués par les Gorgones, leurs voisines et éternelles ennemies, la reine alla les combattre dans leur pays. Les Gorgones se rangèrent en bataille ; le combat fut acharné. Mais les Amazones l'emportèrent, tuèrent un grand nombre de leurs ennemies et firent trois mille prisonnières. Le reste s'étant sauvé dans les bois, Myrina, voulant entièrement détruire cette nation, y mit le feu. Ayant échoué dans ce dessein, elle se retira sur les frontières du pays. Une nuit, les Amazones, enflées de ce succès, négligeaient leur garde. Les Gorgones prisonnières, se saisirent de leurs épées et en égorgèrent un grand nombre. Mais étant bientôt entourées par les Amazones et accablées par le nombre, elles furent toutes tuées, malgré une résistance vigoureuse. Myrina fit brûler sur trois bûchers les corps de ses compagnes tuées. Puis elle fit élever trois grands tombeaux, nommés les tombeaux des Amazones. Les Gorgones s'étant multipliées ensuite, elles furent aussi attaquées par Persée, fils de Zeus ; Méduse était alors leur reine. Enfin, Gorgones comme Amazones furent exterminées par Hercule, lorsque, dans son expédition vers l'Occident, il posa une colonne dans la Libye, refusant, qu'après tant de bienfaits dont il avait comblé le genre humain, il y eût une nation gouvernée par des femmes. On rapporte aussi que le lac Triton a entièrement disparu après des séismes qui rompirent les digues du côté de l'Océan.
Toujours selon Diodore, Myrina, après avoir parcouru avec son armée une grande partie de la Libye, arriva en Égypte. Elle se lia d'amitié avec Horus, fils d'Isis, qui était alors roi du pays. De là, elle alla attaquer les Arabes, dont elle extermina un très grand nombre. Ensuite, elle subjugua toute la Syrie (Levant). Les Ciliciens allèrent à sa rencontre en lui offrant, des présents et lui promettant de se soumettre volontairement à ses ordres. Myrina leur laissa la liberté, parce qu'ils étaient venus se rendre spontanément. C'est pour cela qu'ils sont appelés Eleuthero-Ciliciens. Après avoir attaqué les peuples du mont Taurus, remarquables par leur force, elle entra dans la grande Phrygie, puis termina son expédition au bord du fleuve Caïcus. Dans le pays conquis, elle choisit les lieux les plus favorables à la fondation des villes. Elle en construisit plusieurs, dont une qui porte son nom, Myrina. Elle donna aux autres les noms des Amazones qui avaient commandé les principaux corps d'armées, telles que Cyme, Pitane et Priène. Elle soumit aussi quelques îles comme Lesbos, où elle fonda la ville de Mytilène, du nom de sa sœur qui avait pris part à l'expédition.
Pendant ce temps, son vaisseau fut assailli par une tempête. Implorant pour son salut la mère des dieux, elle fut jetée dans une île déserte. Suivant un avertissement qu'elle avait eu en songe, elle consacra le lieu à la déesse invoquée, elle lui dressa des autels et lui institua des sacrifices. Elle donna à cette île le nom de Samothrace, qui, dans sa langue, signifie « île sainte ». D'après certains historiens, elle s'appelait d'abord Samos mais, depuis, elle fut appelée Samothrace par les Thraces qui l'habitèrent. Quoi qu'il en soit, lorsque les Amazones regagnèrent le continent, la mère des dieux transporta dans cette île, qui lui plaisait, des colons pour la peupler, dont ses fils, les Corybantes. À l'égard de leur père, celui-ci n'est connu que de ceux qui sont initiés aux mystères, que cette déesse enseigna dès lors aux habitants. À cette époque, Mopsus de Thrace, banni de sa patrie par Lycurgue qui en était roi, envahit le pays des Amazones avec une armée. Sipyle, Scythe banni de sa patrie limitrophe de la Thrace, se joignit à ses troupes. Une bataille eut lieu ; les troupes de Mopsus et de Sipylus remportèrent la victoire. Myrina et la plupart de ses compagnes furent massacrées. Il y eut par la suite plusieurs autres combats dans lesquels les Thraces demeurèrent vainqueurs. Ce qui resta de l'armée des Amazones se retira dans la Libye. Telle fut, selon la mythologie, la fin de l'expédition des Amazones.
L’Iliade mentionne une « Myrina » dont la tombe se trouverait en Troade. Le poème explique que près de Troie se trouve colline élevée, que les hommes appellent Batia et les Immortels le tombeau de l'agile Myrina. Elle est souvent identifiée à Myrina l'Amazone.
Jean Tzétzès, dans son Commentaire sur l’Alexandra de Lycophron, analyse le poème Alexandra de Lycophron, dont un passage qui parle de Myrina. Tzétzès dit que c'est une banlieue (πολίχνη) de Troie, nommée d'après « une Amazone appelée Myrina » qui y est décédée.
Strabon, dans sa Géographie, commentant l'extrait de l'Iliade, explique que l'épithète euskarthmous qui la qualifie décrit habituellement l'agilité des coursiers. Le poète a pu, par analogie, qualifier de polyscarthme l'ancienne amazone d'après sa fougue comme conductrice de char. Et il s'agit apparemment de la même Amazone qui a donné son nom à Myrine. De même que la ville de Cymé porte également le nom d'une Amazone.

## Culture
Les Amazones libyennes parcouraient diverses contrées, et avaient un mode de vie pastoral.
Les écrits antiques tels que ceux d'Hérodote traitent de tribus guerrières féminines, tels que chez les Machlyès en Libye, dont les chars de guerre étaient conduits spécifiquement par des femmes.
Le culte de la Minerve, Athénè, dont l'origine remonte a l'Athéna libyque, fut imposé comme déesse à Troie et en Grèce, et resta dans la ville de Tenae au sud de Sfax et Cartennae (Ténès).
Les Amazones libyennes seraient à l'origine du culte du dieu des eaux Neptune (d'origine libyenne), et de sa femme, sa fille ou reflet, ce qui explique pourquoi ils sont aussi le dieu et la déesse des chevaux.

## Résidus sociétaux des Amazones libyennes
Certains éléments de cette société matriarcale ont pu être perpétués chez les Berbères senhadjiens du Sahara, les Touaregs, moins touchés par l'islamisation et l'arabisation que les Berbères du Nord. On retrouve par exemple chez les Touaregs la possibilité qu'une femme soit cheffe de tribu ou de confédération, avec le statut de tamenokalt, comme ce fut le cas de Tin Hinan.
L'historienne Mélanie Lipinska écrivit sur les femmes touarègues en 1900 : Les femmes des Touaregs sont belles, chastes et irréprochables. Comme de vraies amazones elles accompagnent leurs maris à la chasse, montent, comme eux, le cheval ou le chameau, prennent même part aux batailles.

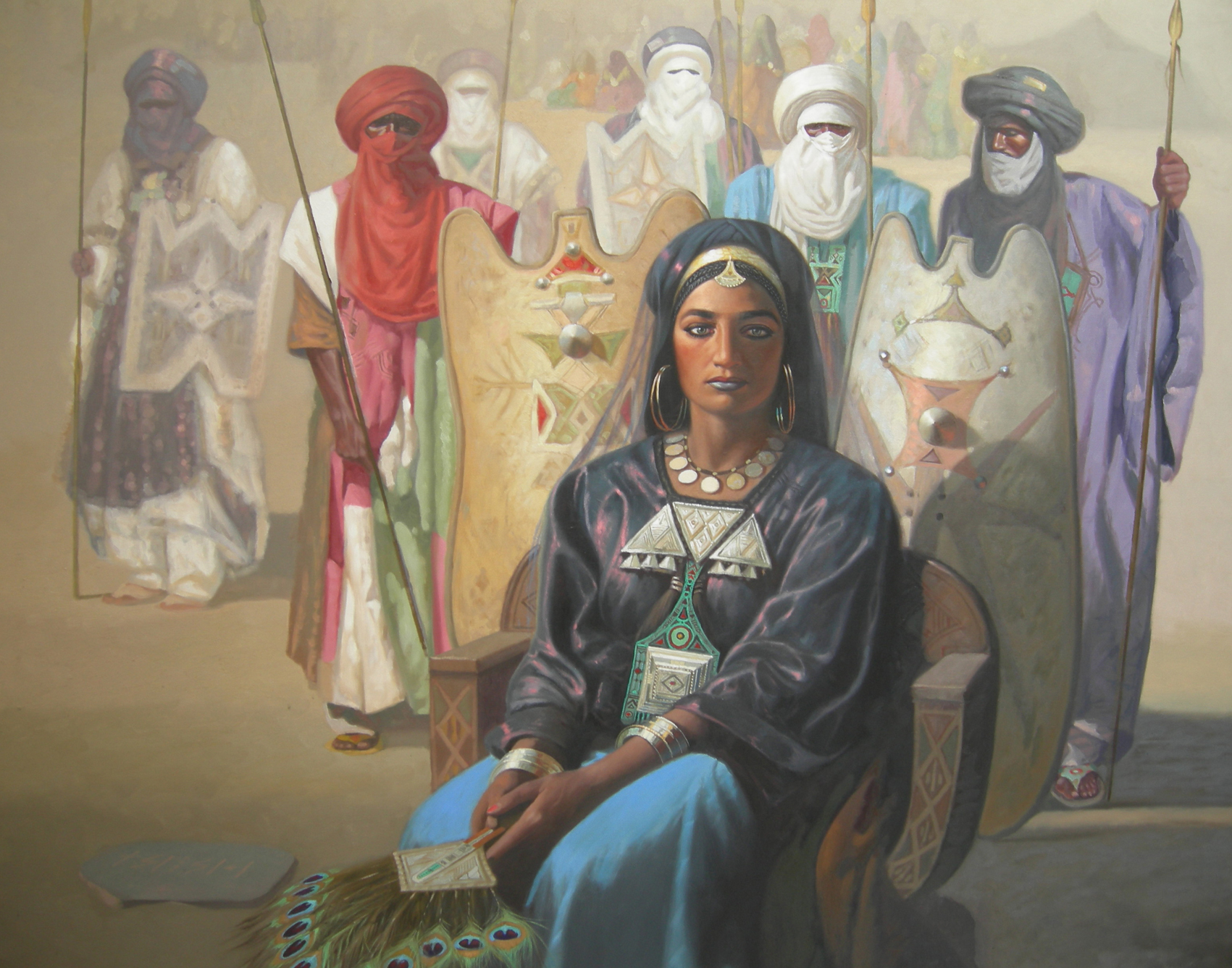
La Reine Tin Hinan, peinture de Hocine Ziani.

## Dans la culture
Dans la série de comics Wonder Woman Rebirth (série DC Rebirth), l'archéologue Barbara Ann Minerva enquête sur les Amazones. En Ukraine, elle découvre la preuve de leur existence dans un site qui ensuite s'effondre. Elle y trouve des indices qui la mène jusqu'en Tunisie, où elle découvre leur lieu d'origine.